# Мареа Брава
Мареа Брава (на испански: Marea Brava) е мексиканска теленовела, продуцирана от Алехандра Ернандес за ТВ Ацтека през 1999 г., базирана на чилийската теленовела Marparaíso, създадена от Хосе Игнасио Валенсуела.
В главните роли са Анет Мишел и Ектор Соберон, а в отрицателната – Томас Горос.

## Сюжет
Какво се случва, когато най-безскрупулните човешки същества се съберат на едно и също място, авантюристично момче, което обича гмуркането и свободата, и млада жена, която само мечтае да бъде щастлива?
Какво се случва, когато група млади хора са наети да работят в най-луксозния курорт в Мексико и всички те пристигат готови да започнат нов живот?
Какво се случва, когато малко по малко ужасното минало, което осъжда всички, започва да променя живота на онези, които просто искат да забравят едно ужасно парти за рожден ден?
Мареа Брава е история, пълна с любов, забавление и напрежение. История, която се развива на най-красивите мексикански плажове, в най-топлия климат, под най-синьото небе и която има шепа неочаквани и приятелски, опасни и романтични герои.
Алехандра и Даниел са двама млади, способни да се борят срещу всички възникващи проблеми. Всички, с изключение на тези, които имат отношение към сърцата им.
Иван притежава толкова зло в душата си, колкото и добър вкус към жените и дрехите. Соледад е красива жена, която едва понася тежестта на тайна, която я измъчва.
И ако става въпрос за радост и хумор, зрителят ще чуе смеха на Соила - палавата и ентусиазирана фризьорка, която копнее да има собствено СПА, на Ромуло и Ремо - двойка братя с високо човешко качество и нисък коефициент на интелигентност, на Хилда Сото, която печели четири милиона долара и успява да изпълни мечтата си - да има златен зъб, на Рита, която мечтае да стане звезда, дори ако трябва да си сложи перуката на мъртвата си баба.
И с тях още куп мъже и жени, които само търсят възможност да докажат на себе си, че са способни да вършат нещата добре. Мареа Брава, история, в която слънцето, кожата и любовта са главни герои.

## Актьори
- Анет Мишел – Алехандра Идалго
- Ектор Соберон – Даниел Валдерама
- Томас Торос – Иван Андраде
- Марсела Песет – София
- Гирермо Мурай – Дон Рафаел
- Дарио Т. Пие – Родриго
- Глория Пералта – Соледад
- Пилар Боливер – Сойла
- Маргарита Исабел – Лупе
- Джина Морет – Лаура
- Мигел Кутуриер – Грегорио
- Енок Леано – Гонсало
- Кристина Микаус – Хилда Сото
- Енрике Муньос – Алфредо Сантакрус
- Виктор Гонсалес – Пауло Гарсия
- Ванеса Акоста – Рита
- Марта Акуня – Роксана
- Алваро Карканьо мл. – Ремо
- Хулио Касадо – Чарли
- Елена Фелгерес – Сусана
- Илиана Фокс – Марта
- Даниела Гармендия – Тринидад
- Кристиан Наталичо – Висенте
- Луис Енрике Наваро – Ромуло
- Карла Рико – Валерия
- Росио Вердехо – Жаки
- Давид Сепеда – Маркос
- Роберто Матеос – Марсело
- Анхелика Арагон – Исабел
- Лола Мерино – Доминго
- Рарден Браун
- Армендо Рубио
- Рикардо Нунсио
- Хорхе Валдес Гарсия
- Адриана Теронес
- Сара Бачелдер
- Рит Бъкстън
- Винсент Айес
- Робин Росен
- Ливиер Дуеняс

## Премиера
Премиерата на Мареа Брава е на 3 май 1999 г. по Ацтека Тресе. Последният 99. епизод е излъчен на 24 септември 1999 г.

## Снимки
Записите на теленовелата започват на 15 февруари 1999 г. в Пуерто Ваярта, Халиско, и приключват на 1 юли 1999 г.

## Версии
- Marparaíso, чилийска теленовела от 1998 г., продуцирана от Канал 13, с участието на Алехандра Ерера, Хорхе Сабалета и Кристиан Кампос

## В България
Теленовелата е излъчена в България през 2000 г. по 7 дни ТВ. Ролите са озвучени от актьорите Тамара Войс, Илиана Балийска, Ивайло Велчев и Николай Пърлев.